# 20 (album The Sun)
20 è una raccolta del gruppo musicale italiano The Sun, autoprodotta e pubblicata l'8 dicembre 2017. L'album ha debuttato al 55º posto della classifica FIMI. Il disco è stato distribuito da Artist First.

## Descrizione
Il disco è stato realizzato in occasione del ventesimo compleanno della band; si tratta di un doppio album con 40 canzoni, di cui 10 inedite, accompagnate da un booklet fotografico di 72 pagine con i racconti della band. La collection è stata pubblicata in concomitanza con l'omonimo singolo 20 e il relativo videoclip, realizzato utilizzando immagini della vita della band in questi vent’anni di attività.

## Tracce
CD 1
1. Nelle mie mani – 4:31 (testo: Francesco Lorenzi – musica: Francesco Lorenzi, Maurizio Baggio) – inedito
2. L'Alchimista – 3:47 (testo: Francesco Lorenzi – musica: Francesco Lorenzi, Maurizio Baggio) – inedito
3. Il mio miglior difetto – 4:01
4. Le case di Mosul – 3:45
5. Cuore aperto – 3:49
6. Le opportunità che ho perso – 3:51
7. Noi – 4:41
8. Onda perfetta – 3:29
9. La leggenda – 3:25
10. Outsider – 2:49
11. Betlemme – 4:18
12. Spiriti del sole – 3:44
13. Nemmeno un ciao – 2:40
14. La via di Damasco – 3:41
15. 1972 – 3:44
16. Non ho paura – 3:14
17. L'alba che vuoi – 3:47
18. Strada in salita – 3:31
19. San Salvador – 3:59
20. Qui dentro me – 3:19 (testo: Francesco Lorenzi – musica: Francesco Lorenzi, Maurizio Baggio) – inedito

Durata totale: 74:05
CD 2
1. 20 – 4:20 (Francesco Lorenzi) – inedito
2. Heroes – 3:19 (Francesco Lorenzi) – inedito
3. Hasta la muerte (English version) – 3:19
4. May (English version) – 3:26
5. Pequeña Mia (Spanish version) – 3:36
6. Voglio fare il Dj – 3:22 – inedito
7. Rain (cover dei The Cult) – 4:12
8. Want You Bad (cover dei The Offspring) – 3:55
9. Now, Again – 2:53
10. The Level – 3:17
11. Endless Desire – 2:48
12. Letters to Lucilio – 2:29
13. Tour All Over – 2:48
14. Spain – 3:38
15. Sun Eats Hours – 2:30
16. September 2001 – 2:23
17. To Donna – 2:51
18. Sincerely – 3:43
19. The Same Devils (Live in Lyon) – 3:41
20. My Prayer – 2:56

Durata totale: 65:26

## I brani
Le canzoni, in italiano, inglese e spagnolo, sono state selezionate dai primi album come Sun Eats Hours (Don't Waste Time, Will, Tour All Over, The Last Ones, Metal Addiction) e dai successivi lavori come The Sun (Spiriti del Sole, Luce, Cuore aperto e Cuore aperto Deluxe).

### Gli inediti
Le canzoni inedite registrate appositamente per la raccolta, tra agosto e ottobre 2017 presso la Casa del Sole di Marostica, sono: Nelle mie mani, L'Alchimista, Qui dentro me e 20. I brani inediti provenienti da precedenti registrazioni sono: Voglio fare il Dj (2008), Heroes (2008), May (2009), Hasta la muerte (2009), Pequeña Mia (2013) e Want You Bad (2016).
Nelle mie mani
Composta a Maiorca durante l'estate del 2017, la canzone parla dell'accettare la vita che viene donata da Dio ed è un inno alla libertà. Presenta elementi folk, inseriti grazie all'uso di una ghironda.
L'Alchimista
L'Alchimista del titolo è Dio, che viene visto come Colui che, trasformando "il piombo in oro", riesce a fare il meglio di ciascuna persona attraverso l'Amore.
Qui dentro me
Qui dentro me è un pezzo acustico, composto con chitarra e violoncello, intimista e struggente, che parla di solitudine.
20
Composta per celebrare i vent'anni di attività della band, formatasi il 4 dicembre 1997, 20 raccoglie i sentimenti e le emozioni che il cantante prova ripercorrendo la carriera del gruppo e le relazioni umane tra i componenti, rivissute con nuove consapevolezza e maturità.
Voglio fare il Dj
Canzone dal testo disimpegnato, presenta sonorità più radiofoniche e dance.
Heroes
Heroes fa parte di quelle canzoni in inglese scartate durante il processo di composizione di Spiriti del Sole.
May
Il brano è una reinterpretazione in inglese di Maggio, ballata acustica contenuta in Spiriti del Sole.
Hasta la muerte
Il brano è una reinterpretazione in inglese dell'omonima canzone punk contenuta in Spiriti del Sole.
Pequeña Mia
Il brano è una reinterpretazione in spagnolo di Piccola mia, canzone d'amore contenuta in Luce. Comparirà anche in Espíritus del Sol (2019).
Want You Bad
Registrata nel 2016, è una cover della canzone degli Offspring, reinterpretata in chiave acustica. Presentata come inedita, in realtà era già apparsa all'interno della compilation PGA - If the Kids Are United a cura del collettivo Italian Punk Go Acoustic, dello stesso anno.

## Formazione
Formazione come da libretto.
The Sun
- Francesco "The President" Lorenzi – voce, chitarra acustica, chitarra
- Gianluca "Boston" Menegozzo – chitarre, cori
- Matteo "Lemma" Reghelin – basso, armonica a bocca
- Riccardo "Trash" Rossi – batteria
- Andrea "Cherry" Cerato – chitarre, cori

Musicisti aggiuntivi
- Chiara Galliano – violoncello (CD 1, traccia 20)
- Luca Pellegrino – ghironda (CD 1, traccia 1)

Produzione
- Michele Rebesco – produzione
- Francesco "The President" Lorenzi – produzione
- Maurizio Baggio – produzione artistica, registrazione (CD 1, tracce 1, 2 e 20; CD 2, traccia 1)
- Federico Pelle – mastering
- Serena Chiavelli – grafiche
- Silvia Dalle Carbonare – grafiche, fotografie booklet

## Classifiche
| Classifica (2017) | Posizione massima |
| ----------------- | ----------------- |
| Italia            | 55                |